# Готуа, Леван Партенович
Леван Партенович Готуа (груз. ლევან პართენის ძე გოთუა; 1905—1973) — грузинский советский писатель

.

## Биография
Леван Готуа родился 10 марта 1905 года в Тифлисе, в семье известного писателя, публициста, педагога и общественного деятеля Партена Готуа. Партен Готуа был родом из Гурии, села Джимити. Работал главным редактором газеты «Возрождение». Мать - Кемулария, дочь Софио Григоли из Кутаиси, была для своего времени высокообразованной женщиной. Левана научила читать и писать его мать. Он привык путешествовать с отцом, разделил чувство любви к стране и возродил творческие устремления. Леван Готуа окончил 8-й Тбилисский техникум и по совету отца поступил на социально-экономический факультет Тифлисского университета, который окончил в 1926 году.
В феврале 1921 года он отправился добровольцем в Коджор и присоединился к защитникам Тбилиси. Он был членом Национально-демократической партии и лидером её молодежного крыла. Участвовал в подготовке восстания 1924 года. В августе того же года он был арестован и посажен в тюрьму Метехи. Его освободили через семь месяцев. В августе 1925 года его снова арестовали, он побывал в тбилисской и московской тюрьмах, а затем был переведён в Соловецкий лагерь особо назначения. Заключение было заменено высылкой во Владикавказ. Но за попытку побега срок был продлён до 1936 года. Он находился в Нарымских и Бийских лагерях.
Сразу после объявления Второй мировой войны он создал подпольную политическую организацию «Комитет национальной обороны Грузии», из-за чего в 1946-55 годах его снова поместили в Воркутлаг. Стихи, дневники, историческая драма «Троица рыцаря» и, главное, исторический роман  «Удел героев», который Готуа переработал после возвращения из ссылки и опубликовал в 1958-62 (II изд., т. 1-). 4, 1965-67) сохранились со времени заключения).
Тетралогия  «Удел героев» имеет большое значение в творчестве Готуа. Действие происходит в XVI-XVII веках. в Грузии. Описаны история самой кровавой эпохи страны, духовная сила грузинского народа, драматическая жизнь кахетинского царя Александра II и его семьи. В романе обильно даны исторические факты, этнографический материал, географические справки; Представлены исторические личности, колоритные народные персонажи. Даже в самых трагических эпизодах романа ясно видна надежда на восстановление павшей страны. На ней изображено существование Грузии в XVI-XVII веках, когда начался кризис феодального государства и на повестке дня встал вопрос о новой политической ориентации. Роман, проникнутый интернациональным духом, показывает духовную силу грузинского народа, безграничный патриотизм, крестьянский быт, его роль в истории страны.
Исторический роман «Митридат» (1970, закончена только 1-я книга), оставшийся незавершённым писателем, посвящен борьбе картевских племен за объединение в I веке. Рассказы и повести Готуа «Крцанисская печаль» (1941), «Ангел Мороза» (1943), «Зов огня» (1945), «Беспутный караван» (1957) и «Мудрость смерти» (1949). ) созданы на историческую тему. Ему принадлежат произведения, посвященные современности: роман «Львенок» (1963), рассказы «Туман в рисующем лесу» (1959), «Мысли на веревочной лестнице» (1960), «Второе рождение Фреска» (1961) и другие. Он также опубликовал ряд публикаций. Письмо, детский рассказ, новелла. Последняя его работа – «Серафита» (1973).
Леван Готуа также активно сотрудничал с театром, он автор драм «На перепутье» («Царь Ираклий») (1942), «Непобедимые» (1943), «Давид Строитель» (1945), «Рыцарская троица» (1946), которые в основном ставились в Театре имени Марджанишвили: «Давид Строитель» (1946, режиссёр Вахтанг Таблиашвили), «Царь Ираклий» (1963, режиссёр Гига Лорткипанидзе) и другие. Одноименная пьеса также была поставлена по роману «Война героев» (1976, режиссёр Арчил Чхартишвили).
Готуа много путешествовал, также был альпинистом, покорил множество вершин. Впечатления от поездки он описал в книге очерков «Путешествие Криалосани» (1960).
Жил в Тбилиси на улице Ладо Асатиани, 56

## Комментарии
1. ↑  Интересно, что бывший сотрудник ГРУ Гуревич, сидевший в одном лагере с Готуа, приводит другую версию его ареста. Якобы любвеоблильный Лаврентий Берия воспылал чувствам к сестре Левана, но был отвергнут, за что пострадала вся семья[2].